# 张文钊
张文钊（1987年5月28日—），生於辽宁省鞍山市，是中国足球运动员，司职前鋒，亦能擔任边锋的位置。

## 职业生涯
2001年，张文钊在全国足球冬令营中被深圳三队选中，开始了自己的职业生涯。2005年，张文钊得到了克劳琛的青睐，越级入选了“08之星”队，2006年升入深圳一队的他迈出职业生涯的第一步。同年5月，张文钊随国青队参加了土伦杯。期间，张文钊在国青队与葡萄牙队比赛时被意大利著名经纪人蒙托拉看中，并于9月初前往国际米兰试训，而一度受到球迷的注視。
2007赛季第9轮，深圳上清饮客场3-1击败厦门蓝狮，张文钊打进了职业生涯中的第一粒进球。
2009年被深圳上清饮挂牌，最后由长春亚泰引进张文钊并视之为杜震宇的替补，转会费为70万元人民币。
2010年，沈祥福出任长春亚泰主帅。张文钊在球队年轻化的改造中变成了球队的绝对主力。
2011年，张文钊在中超联赛表现出色並入选中国国家队。同年在中国与阿联酋的友赛是张文钊代表国家队的首场国际A级赛。
2014年，张文钊转会山东鲁能泰山。据报道，转会费中以现金支付的部分就达到了2,000万元人民币。

## 聯賽上陣紀錄
| 球季 | 俱乐部       | 國家 | 上陣 | 入球 |
| ---- | ------------ | ---- | ---- | ---- |
| 2006 | 深圳金威     | 中國 | 12   | 0    |
| 2007 | 深圳上清飲   | 中國 | 25   | 1    |
| 2008 | 深圳上清飲   | 中國 | 21   | 0    |
| 2009 | 长春亚泰     | 中國 | 11   | 0    |
| 2010 | 长春亚泰     | 中國 | 28   | 5    |
| 2011 | 长春亚泰     | 中國 | 30   | 5    |
| 2012 | 长春亚泰     | 中國 | 29   | 4    |
| 2013 | 长春亚泰     | 中國 | 27   | 6    |
| 2014 | 山东鲁能泰山 | 中國 | 28   | 4    |
| 2015 | 山东鲁能泰山 | 中國 | 18   | 1    |
| 2016 | 山东鲁能泰山 | 中國 | 7    | 0    |
| 2016 | 广州恒大     | 中國 | 6    | 0    |
| 2017 | 广州恒大     | 中國 | 4    | 1    |

## 荣誉

### 山东鲁能泰山
- 中国足协杯：2014
- 中国足球协会超级杯：2015

## 外部連結
- 揭密张文钊打动豪门缘由（2006年8月16日）